# Рец (Хунедоара)
Рец (рум. Reț) насеље је у Румунији у округу Хунедоара у општини Блажени. Oпштина се налази на надморској висини од 806 m.

## Становништво
Према подацима из 2002. године у насељу је живело 148 становника, од којих су сви румунске националности.